# Kostel Narození Panny Marie (Osenice)
Římskokatolický farní kostel Narození Panny Marie Osenicích je pseudoslohová sakrální stavba. Od 1. srpna 1995 je kostel chráněn jako kulturní památka České republiky.

## Historie
Původní kostel byl ve farnosti již ve 13. století. Připomínán byl v roce 1352. Tento původní kostel byl v 17. století rozšířen. Současný osenický farní kostel byl zednickým mistrem Č. Říhou v letech 1864–1865.

## Architektura
Jedná se o jednolodní, obdélnou stavbu s věží v západním průčelí.

## Zařízení
Kostel je zařízen výbavou současnou s dobou výstavby kostela a barokními doplňky, které pocházejí ze starého kostela. Zbytky původní barokní výzdoby z období kolem roku 1730 jsou uloženy v muzeu v Libáni. Na hlavním oltáři se nachází obraz od Svobody z Prahy a obraz od A. Lhoty z roku 1867. Dalším obrazem je zde barokní obraz Panny Marie se spícím Ježíškem. Po stranách oltáře jsou barokní sochy sv. Jana Evangelisty a sv. Josefa, které pocházejí ze 40. let 18. století. Boční oltář od V. Kroupy nese obraz z roku 1864 a obraz Svaté rodiny na dřevě, který pochází z poslední čtvrtiny 17. století, zřejmě od H. Bysse. Autorkou křížové cesty je K. Suchardová. Po stranách vchodu jsou kvalitně zpracované kamenné barokní sochy sv. Josefa a Panny Marie z období kolem roku 1720.

## Okolí kostela
Osenická fara je pozdně barokní z roku 1796. Jedná se o jednopatrovou stavbu s mansardovou střechu.